# Бакинский троллейбус
Бакинский троллейбус — закрытая сеть общественного электротранспорта города Баку, Азербайджан. Работала с 1941 по 2006 год. Максимальная длина — 300 км (1980-е гг.), что делало её одной из крупнейших в СССР.

## История
Троллейбус в Баку появился в 1941 году. Основной этап развития сети троллейбусов в Баку пришёлся на 60-70-е гг. В начале 80-х сеть достигла максимальной длины в 300 км при 32 маршрутах. Сеть охватывала также некоторые ближние пригороды Баку, работали два депо. Несмотря на то, что сеть троллейбусов интенсивно развивалась до 90-х гг., по популярности у населения она уступала другим видам транспорта. Большая часть линий троллейбусной сети была убыточна из-за слабой загруженности. Лишь 6 из 32 маршрутов являлись загруженными и рентабельными. Всё это не позволило троллейбусу в Баку адаптироваться в условиях рыночной экономики и выйти на уровень рентабельности, в связи с чем троллейбусная сеть была закрыта и разобрана в июле 2006 года (был закрыт последний работающий маршрут № 16).
К моменту закрытия Бакинский троллейбус был последней действующей троллейбусной системой в Азербайджане, а до 2020 года являлся крупнейшей из закрытых троллейбусных сетей мира (когда это звание «перехватила» Москва).

## Подвижной состав
Модели первых троллейбусов не известны, по всей видимости это были ЯТБ-1 (есть упоминание о поставке 15 штук этого типа в Баку). Первыми известными моделями являлись МТБ-82. В 60-е гг. в Баку был налажен выпуск троллейбусов марки БТЛ-62. С конца 60-х в эксплуатацию поступали модели Škoda 9Tr, с 79-го г. Škoda 9TrH, с 1982 г. Škoda 14Tr, а в 80-м появились и модели советского производства ЗиУ-9. В начале 70-х на одном из маршрутов, 8А, эксплуатировались троллейбусы ЗиУ-5. В начале 60-х эксплуатировались также троллейбусы СВАРЗ.

### Модель БТЛ-62
Троллейбусы модели БТЛ-62 выпускались в Баку и представляли собой автобус ЛАЗ-695Б, переделанный в троллейбус.

## Служебный троллейбус НБНЗ
В середине 80-х годов, на пике развития троллейбусной системы Баку, для перевозки работников НБНЗ от мест проживания на завод вместо служебного автобуса использовался служебный троллейбус. Ежедневный служебный маршрут пролегал из микрорайона Гюнешли к проходной завода и обратно. По ходатайству руководства НБНЗ был построен дополнительный электрифицированный участок протяжённостью около 2 км от действующей троллейбусной сети до проходной завода. В результате маршрут служебного троллейбуса пролегал по пути городских маршрутов № 18 и № 13, а затем по данному участку. В качестве подвижного состава использовался единственный Škoda 14Tr с (предположительно) двухрядной «пригородной» компоновкой сидений в салоне и занавесками на окнах, что придавало ему сходство с туристическим автобусом.